# Mortal Kombat vs. DC Universe
Mortal Kombat vs. DC Universe (comunament abreujat MK vs. DC) és un crossover de la sèrie Mortal Kombat de Midway Games, que eixí el 16 de novembre de 2008. El joc inclou personatges de la franquícia Mortal Kombat i de l'univers DC Comics. La història del joc fou escrita pels escriptors d'historietes Jimmy Palmiotti i Justin Gray. Aquest fou el primer joc en la franquícia que no porte la "M" per la qualificació ESRB (això a Nord-amèrica).
El joc es va desenvolupat usant el Unreal Engine 3 d'Epic Games i va eixir per a les plataformes PlayStation 3 i Xbox 360 l'any 2008.

## Llista de personatges
D'acord amb les entrevistes, els personatges s'han escollit principalment per cercar paral·lelismes entre els personatges d'ambdós universos. D'una banda, Scorpion sembla haver estat escollit com a rival de Batman, d'acord amb l'art del joc i el tràiler. Ed Boon ha dit que les capacitat d'alguns personatges, especialment a la vora de DC, s'han rebaixat perquè siguen equilibrats en el joc. Un cas d'això, que Ed Boon esmentà, és que Superman tindrà algunes vulnerabilitats per màgia perquè, en cas contrari el joc seria molt desequilibrat.
| Mortal Kombat personatges | DC Comics personatges |
| ------------------------- | --------------------- |
| Baraka                    | Batman                |
| Jax                       | Captain Marvel        |
| Kano                      | Catwoman              |
| Kitana                    | Darkseid              |
| Liu Kang                  | Deathstroke           |
| Raiden                    | The Flash             |
| Scorpion                  | Green Lantern         |
| Shang Tsung               | The Joker             |
| Shao Kahn                 | Lex Luthor            |
| Sonya Blade               | Superman              |
| Sub-Zero                  | Wonder Woman          |